# Élections constituantes de 1946 en Ille-et-Vilaine
Les élections constituantes françaises de 1946 en Ille-et-Vilaine se déroulent le 2 juin 1946.

## Mode de scrutin
Représentation proportionnelle suivant la règle de la plus forte moyenne dans le département, sans panachage ni vote préférentiel. Il y a 586 sièges à pourvoir.
Dans le département d'Ille-et-Vilaine, sept députés sont à élire.

## Élus
| Identité                        | Parti | Parti |
| ------------------------------- | ----- | ----- |
| Emmanuel d'Astier de La Vigerie |       | UP    |
| Albert Aubry                    |       | SFIO  |
| Pierre Busnel                   |       | MRP   |
| Georges Coudray                 |       | MRP   |
| Alexis Méhaignerie              |       | MRP   |
| Renée Prévert                   |       | MRP   |
| Pierre-Henri Teitgen            |       | MRP   |

## Résultats
| Parti          | Parti          | Tête de liste                   | Résultats | Résultats | Sièges |
| Parti          | Parti          | Tête de liste                   | Voix      | %         | Sièges |
| -------------- | -------------- | ------------------------------- | --------- | --------- | ------ |
|                | MRP            | Pierre-Henri Teitgen            | 146 100   | 50,19     | 5      |
|                | SFIO           | Albert Aubry                    | 56 635    | 19,46     | 1      |
|                | UP - PC        | Emmanuel d'Astier de La Vigerie | 43 752    | 15,03     | 1      |
|                | PRL - PPUS     | Pierre Chaplet                  | 24 819    | 8,53      |        |
|                | RGR            | Antoine Douzet                  | 19 567    | 6,72      |        |
|                |                |                                 |           |           |        |
| Inscrits       | Inscrits       | Inscrits                        | 357 688   | 100,00    | 7      |
| Votants        | Votants        | Votants                         | 296 936   | 83,02     |        |
| Abstention     | Abstention     | Abstention                      | 60 752    | 16,98     |        |
| Blancs et nuls | Blancs et nuls | Blancs et nuls                  | 5 841     | 1,97      |        |
| Exprimés       | Exprimés       | Exprimés                        | 291 095   | 98,03     |        |